# Malagawein

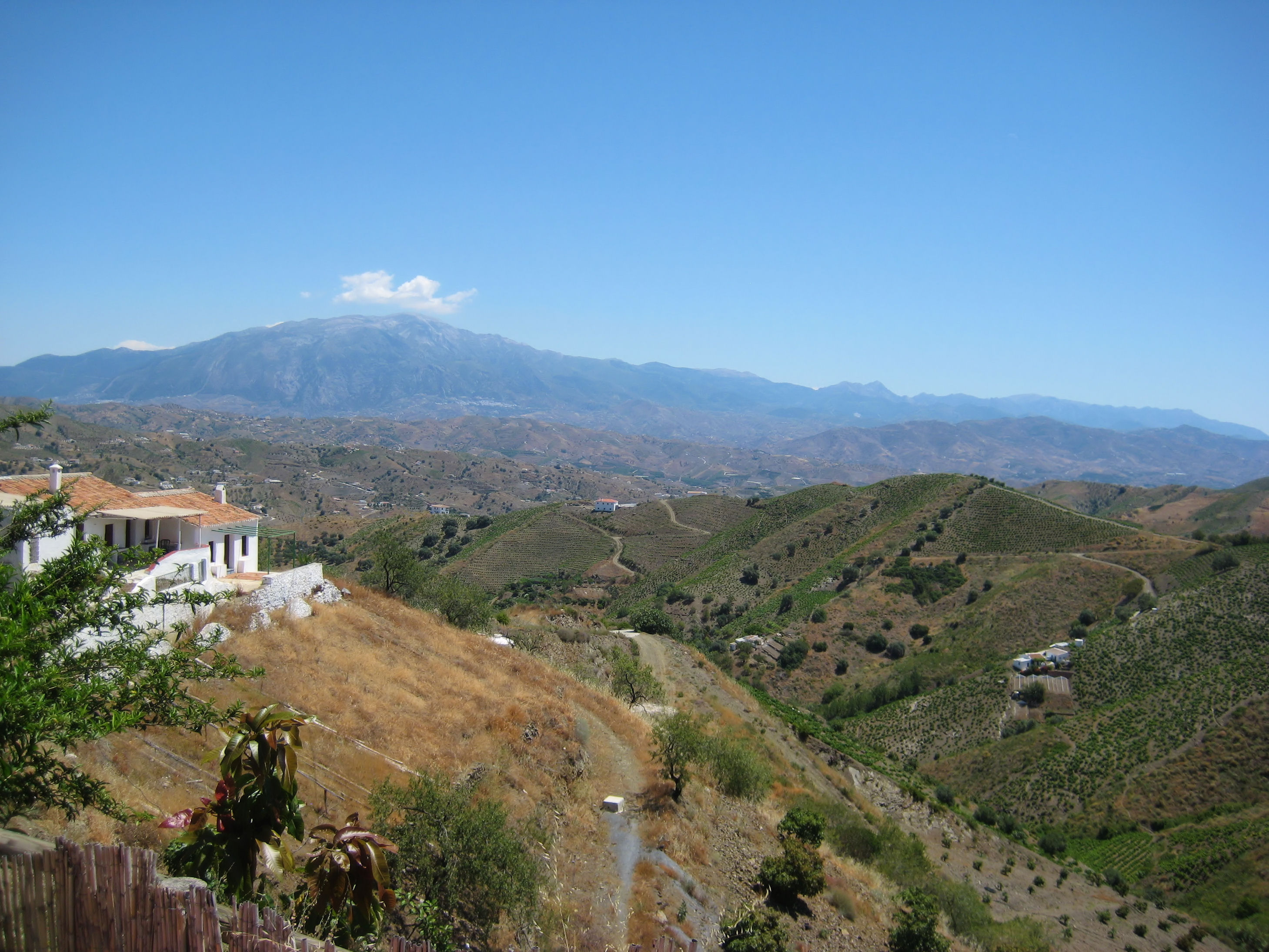
Málaga-Weinberg bei Cútar

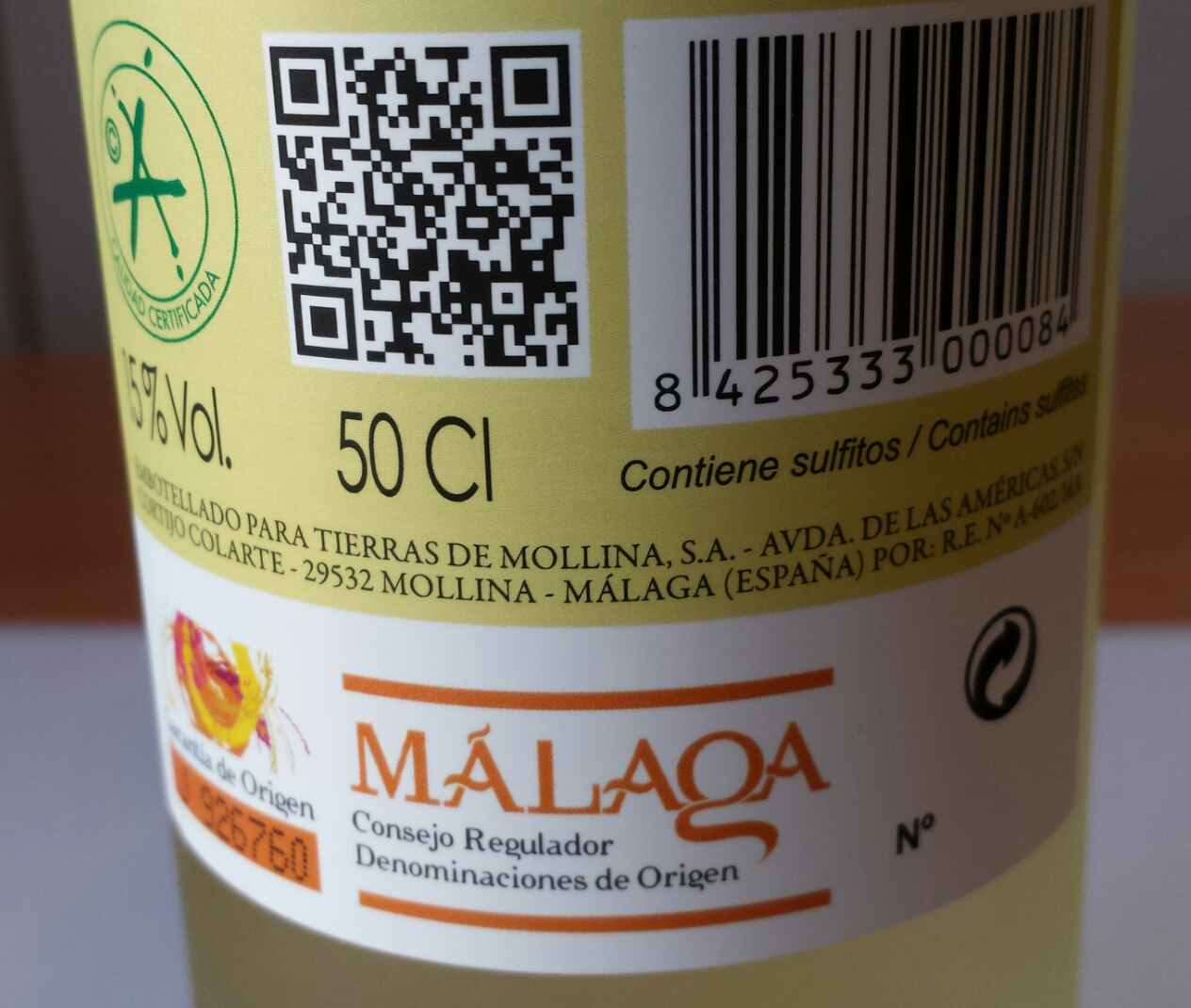
Rücketikett einer Weinflasche mit der Herkunftsangabe D.O. Málaga

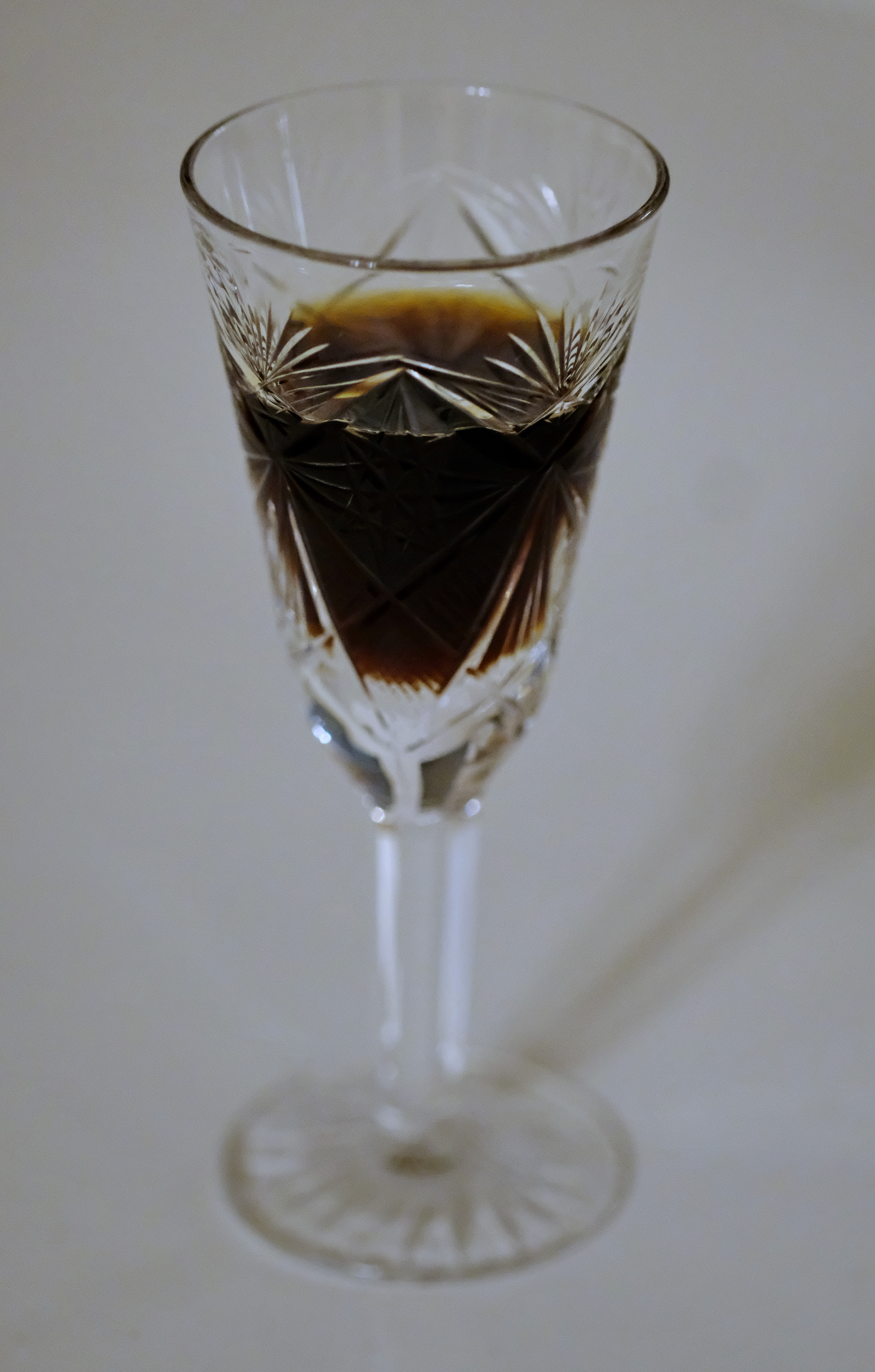
Ein Glas Malagawein

Der Malagawein (spanisch Vino de Málaga oder nur Málaga) ist ein traditionsreicher Likörwein aus Andalusien, der in der südspanischen Provinz Málaga hergestellt wird. Er hatte schon in der römischen Antike Berühmtheit erlangt und ist eine der ältesten urkundlich verbürgten Weinvarianten. Zur Herstellung werden ausschließlich die weißen Trauben der Rebsorten Muskateller und Pedro Ximénez verwendet. Im spanischen Weinklassifikationssystem hat Malagawein den Status einer Denominación de Origen (kurz D.O.). Meist wird eine Trinktemperatur von 6 bis 8 °C empfohlen. 
In der Regel handelt es sich um süße Weine erzeugt durch Aufspritung, Zugabe von eingekochtem Traubenmost oder Verwendung von eingetrockneten Trauben beziehungsweise Rosinen. Die müssen jedoch nicht immer süß sein, es gibt auch trocken ausgebaute Malagaweine. Einige Malagaweine gehören zu den süßesten Weinen der Welt mit bis zu 400 Gramm Restzucker je Liter.
Klassische Weine aus dem Gebiet des Malagaweins, die aus frischen Weintrauben statt aus eingetrockneten Trauben hergestellt werden sowie nicht aufgespritet sind oder mit Traubenmost versetzt wurden, tragen statt der Herkunftsbezeichnung Málaga D.O. die Herkunftsbezeichnung Sierras de Málaga D.O.

## Weinbaugebiet
Die Trauben wachsen in den Bergen nördlich und östlich der Stadt Málaga im Weinanbaugebiet Málaga. Die Weinherstellung muss jedoch in einer Bodega in der Stadt Málaga erfolgen. Er trägt dann mit der geschützten Ursprungsbezeichnung (spanisch Denominación de Origen Protegida) die höchste europäische Herkunftsbezeichnung mit dem Namen Málaga DOP (deutsch Málaga g.U.).
Folgende Gemeinden bzw. Orte sind zum Anbau zugelassen: Málaga, Alameda, Alcaucín, Alfarnate, Alfarnatejo, Algarrobo, Alhaurín de la Torre, Almáchar, Almargen, Almogía, Álora, Antequera, Árchez, Archidona, Arenas, Arriate, Atajate, Benadalid, Benamargosa, Benamocarra, El Borge, Campillos, Canillas de Aceituno, Canillas de Albaida, Cártama, Casabermeja, Casares, Colmenar, Comares, Cómpeta, Cuevas Bajas, Cuevas de San Marcos, Cútar, Estepona, Frigiliana, Fuente de Piedra, Gaucín, Humilladero, Iznate, Macharaviaya, Manilva, Moclinejo, Mollina, Nerja, Palenciana, Periana, Pizarra, Rincón de la Victoria, Riogordo, Ronda, Salares, Sayalonga, Sedella, Sierra de Yeguas, Torremolinos, Torrox, Totalán, Vélez-Málaga, Villanueva de Algaidas, Villanueva del Rosario, Villanueva de Tapia, Villanueva del Trabuco und Viñuela.
Das Weinbaugebiet für die Herkunftsbezeichnung Málaga ist deckungsgleich mit dem Gebiet für die Herkunftsbezeichnungen Sierras de Málaga (klassische Weine aus der Region des Malagaweins, seit 2020 in der Fläche vergrößert) und Pasas de Málaga (Rosinen).

## Varianten

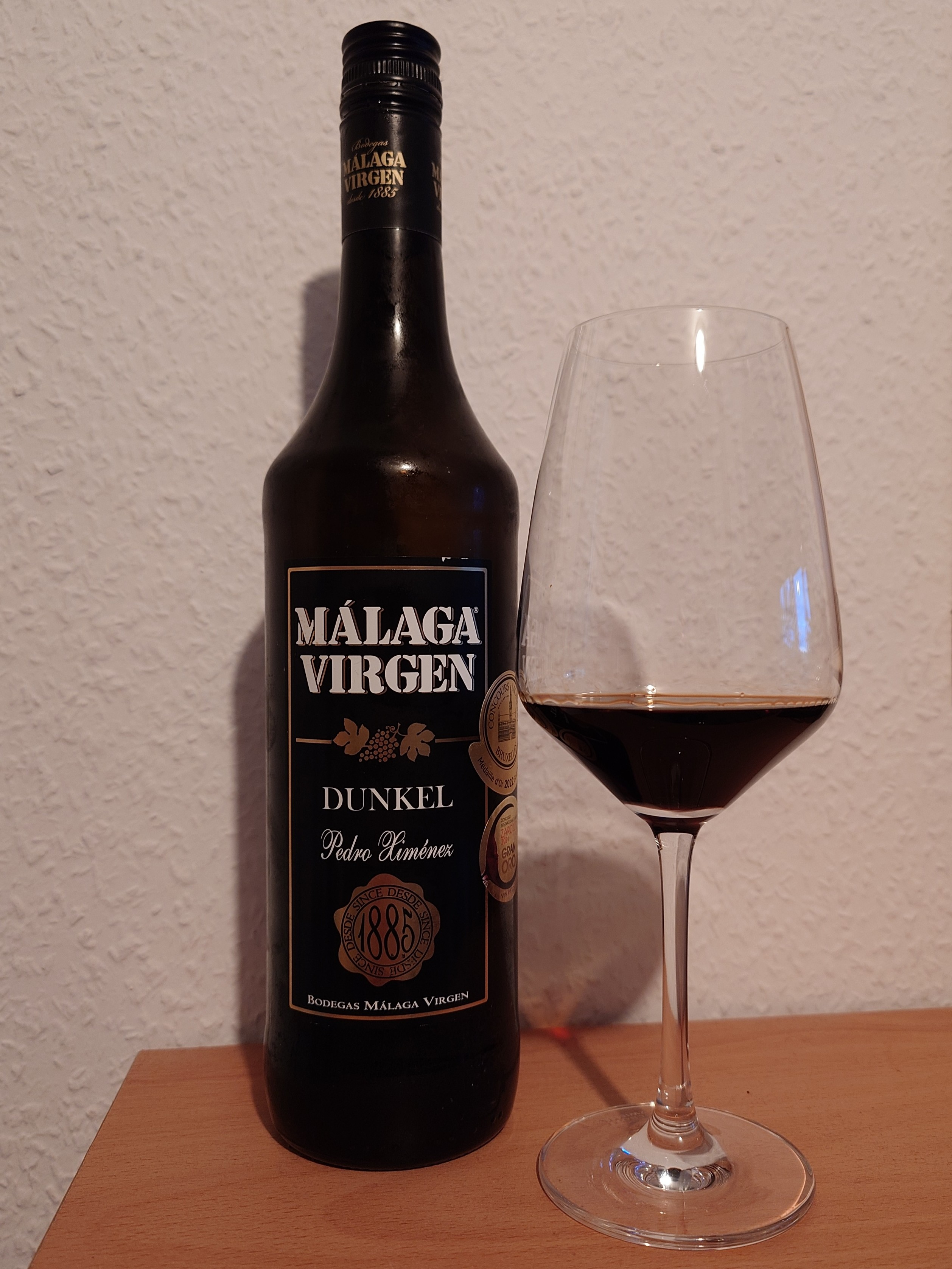
Die dunkle Farbe des aus weißen Trauben hergestellten Weines entsteht durch Oxidation.

Seinen Alkoholgehalt erlangt der Malagawein teilweise auch durch Aufspritung. Als hochwertigste Variante gilt Lágrima („Träne“), die von dem Saft bereitet wird, der aus den Trauben ohne Pressen durch Eigengewicht (Vorlaufmost) austritt. Wie auch Sherry wird Málaga in verschieden großen Eichenfässern in Soleras gereift.
Insgesamt gibt es 16 verschiedene Weintypen zwischen trocken und süß und einem Alkoholgehalt von 15 bis 22 Prozent, darunter Dulce Color, Moscatel, Moscatel natural und Lágrima. Nicht alle Weine werden durch Aufspriten gesüßt, manche werden durch Zusatz von Arrope, eingekochtem Traubenmost, gesüßt. Daneben wird auch noch vereinzelt die ursprüngliche traditionelle Methode angewandt, bei der die Trauben bis zu 20 Tage lang in der Sonne getrocknet werden, um ihren natürlichen Zuckergehalt zu konzentrieren. Der Weinanbau hat in der Provinz Málaga eine lange Tradition; in der Region La Axarquía wird bereits seit der Zeit der Iberer Wein aus in der Sonne getrockneten Trauben gewonnen. Den Höhepunkt seiner Bekanntheit und Produktion erlebte der Málaga im 19. Jahrhundert.

## Verwendung in der Küche
Bekannt ist vor allem die Verwendung in einer spanischen beziehungsweise andalusischen Speiseeissorte, die als Malagaeis auch in Deutschland bekannt ist und ursprünglich mit in Malagawein eingelegten Rosinen hergestellt wird. Sie wurde in Málaga erfunden, wird aber auch mit Italien in Verbindung gebracht, da die Sorte auch dort gegessen wird.
In der Provinz Málaga wird der Wein außerdem zur Zubereitung verschiedener herzhafter Speisen verwendet. Es gibt beispielsweise Ziegenkäse, der mit Malagawein eingerieben ist; solcher wird oft mit der Geschmacksrichtung Pedro Ximénez bezeichnet nach einer der Rebsorten für Malagawein. Auch werden Fleischsoßen mit dem Wein verfeinert beziehungsweise Schweinefleisch in Malagawein als Füllung für Kroketten verwendet.